# Cyanophrys fusius
Cyanophrys fusius är en fjärilsart som beskrevs av Frederick DuCane Godman och Osbert Salvin 1887. Cyanophrys fusius ingår i släktet Cyanophrys och familjen juvelvingar. Inga underarter finns listade i Catalogue of Life.